# Lothey
Lothey é uma comuna francesa na região administrativa da Bretanha, no departamento Finisterra. Estende-se por uma área de 13,65 km². Em 2010 a comuna tinha 459 habitantes (densidade: 33,6 hab./km²).